# Yvan Dzierzynski
Yvan Dzierzynski (* 8. Januar 1990) ist ein französischer ehemaliger Fußballspieler.

## Karriere
Dzierzynski begann seine Karriere beim RC Lens, wo er 2008 in die zweite Mannschaft aufgenommen wurde. Dort kam er zwar auf regelmäßige Einsätze in der vierten Liga, schaffte aber zunächst nicht den Sprung in die erste Mannschaft. Dieser gelang ihm mit 22 Jahren, als er am 13. April 2012 bei einem 3:0-Sieg beim FC Tours kurz vor Spielende eingewechselt wurde. Dies blieb sein einziges Zweitligaspiel, da er sich 2012 für einen Wechsel zum viertklassigen Traditionsverein AS Cannes entschied. 
Bei Cannes kam er zu regelmäßigen Einsätzen, blieb dem Klub jedoch nicht dauerhaft treu und unterschrieb 2013 bei der ebenfalls viertklassigen AS Vitré. Auch für diese spielte er nur ein Jahr, bevor er 2014 in Arras Football im äußersten Norden des Landes einen weiteren Viertligisten als neuen Arbeitgeber fand.